# سیارک ۸۴۳۸
سیارک ۸۴۳۸ (به انگلیسی: 8438 Marila، نامگذاری:4825T-1) هشت هزار و چهارصد و سی و هشتمین سیارک کشف شده است که در ۱۳ مه ۱۹۷۱ کشف شد.
قدر مطلق سیارک برابر ۱۴٫۶۰ است.